# К востоку от рая
«К востоку от рая» (иногда переводится как «На восток от Эдема», англ. East of Eden) — роман американского писателя Джона Стейнбека, опубликованный в сентябре 1952 года. В романе, часто описываемом как самое амбициозное произведение Стейнбека, рассказывается о запутанных деталях жизни двух семей — Трасков и Гамильтонов.

## История создания
Изначально роман был адресован юным сыновьям Стейнбека — Тому и Джону. Стейнбеку хотелось в деталях описать для них долину Салинас-Валли: места, звуки, запахи и цвета. Считается, что семья Гамильтонов, фигурирующая в романе, была списана с настоящей семьи Самюэля Гамильтона, который приходился Стейнбеку дедом по линии матери. Кроме того, в романе на некоторое время в качестве второстепенного персонажа появляется сам Джон Стейнбек.
По словам его третьей и последней жены Элейн, он считал своё выдающееся произведение своим величайшим романом. Сам Стейнбек говорил о романе «К востоку от рая» следующее: «В нём есть всё, что я смог узнать на протяжении всех этих лет о своём ремесле или профессии. Думаю, всё то, что я написал до этого, в известном смысле, было тренировкой для написания этого романа».
Вторая половина романа была вольно экранизирована Элиа Казаном в 1955 году.
Стейнбек рассматривал несколько вариантов его названия, среди которых были такие, как «Салинас-Валли» — рабочее название, появившееся с самого начала; «Моя долина» — появившееся после того, как бизнесмен из Техаса предложил Стейнбеку сделать название более универсальным; «По пути в долину». Название «Знак Каина» появилось после того, как он решил включить библейскую аллюзию непосредственно в название романа. И только после того, как Стейнбек транскрибировал историю Каина и Авеля непосредственно в текст, роман обзавёлся своим окончательным названием — «К востоку от рая».
В романе поднимаются такие темы, как безнравственность, милосердие, любовь, борьба за признание, величие, способность к саморазрушению. Особое внимание уделяется вине и свободе. Вдохновение для своего произведения Стейнбек черпал из четвёртой главы Книги Бытия — стихи с первого по шестнадцатый, в которых описывается история Каина и Авеля. Кроме того, Стейнбек ссылался на Каина и Авеля посредством имён своих персонажей, во многих из которых присутствуют буквы А (англ. A) или К (англ. C), или обе сразу (Карл и Адам, Кейлеб и Арон, Кэти Эймс (англ. Cathy Ames).
Впервые роман был опубликован издательством «Viking Press» в сентябре 1952 года. Первое издание включало в себя два тиража: 1500 экземпляров были подписаны Стейнбеком, остальные экземпляры были не подписаны.

## Сюжет
События романа развиваются, главным образом, в долине Салинас-Валли, Калифорния, в период с начала XX столетия и до окончания Первой мировой войны. В некоторых главах, однако же, события происходят в штатах Коннектикут и Массачусетс. Кроме того, порой история возвращается ко времени Гражданской войны в Америке.
В начале романа, ещё до того, как начать знакомить читателя с персонажами, Джон Стейнбек тщательно описывает долину Салинас-Валли, расположенную в Центральной Калифорнии. После этого он описывает добродушного изобретателя и фермера Сэмюэля Гамильтона и его жену Лизу, которые иммигрировали в Америку из Ирландии. Писатель описывает то, как Самюэль растит на своём скудном, неплодородном участке земли девятерых детей. В то время, пока дети Гамильтонов взрослеют и покидают семейное гнездо, богатый незнакомец Адам Траск приобретает лучшее ранчо, имеющееся в долине.
Жизнь Адама Траска описывается в длинном, сложном флешбэке. Мы сталкиваемся с его непростым детством, которое он провёл на ферме в штате Коннектикут и тем жестоким обращением, которое он терпел от своего младшего, но более сильного сводного брата Карла (иногда переводится как Чарльз, англ. Charles). В молодом возрасте Адам попал в армию, после службы в которой он скитался по стране. Он был пойман за бродяжничество и приговорён к принудительным работам. Однако он сбежал и украл из магазина одежду, которую использовал для маскировки. Позже он попросил своего брата Карла выслать ему 100 долларов для того, чтобы вернуться домой. Спустя некоторое время Адаму удаётся добраться до своей фермы, где он узнаёт от Карла о том, что их отец умер и оставил каждому из них в наследство по 50 тысяч долларов. Однако Карла терзает мысль о том, что деньги, оставленные отцом, не были заработаны им честным путём.
Повествование переключается на другую историю, в которой мы знакомимся с девушкой по имени Кэти Эймс, выросшей в городке, расположенном неподалёку от семейного поместья двух братьев. Стейнбек описывает Кэти как человека, обладающего «уродливой душой» — она холодна и жестока. Она сбегает из родного городка после того, как поджигает собственный дом, убивая тем самым своих родителей. В скором времени её избивает сутенёр, который оставляет её умирать неподалёку от дома братьев. Адам и Карл находят Кэти изувеченной на пороге своего дома. Карл испытывает к девушке неприязнь, а его брат Адам, не подозревая о её прошлом, влюбляется в Кэти и женится на ней.
Адам переезжает в Калифорнию, он обустраивается на ранчо в долине Салинас-Валли вместе с беременной Кэти. Ранчо Адама находится неподалёку от ранчо семьи Гамильтонов. Кэти не хочет быть матерью, равно как и оставаться в Калифорнии ей тоже не по душе, однако Адам настолько сильно радуется своей новой жизни, что не замечает этого. Вскоре после того, как Кэти рожает двух мальчиков, она простреливает Адаму плечо и сбегает из дома. Адам выздоравливает физически, однако душевно он пребывает в глубочайшей и ужаснейшей депрессии. В конечном итоге, ему удаётся вырваться из своей боли, после чего он вместе со своим соседом Самюэлем Гамильтоном и слугой-китайцем Ли даёт имена своим сыновьям.
Ли становится другом и практически членом семьи Трасков. Ли, Адам и Самюэль Гамильтон ведут философские беседы, в ходе которых обсуждается история Каина и Авеля, которая, как утверждает Ли, была не совсем правильно переведена на английский язык. Ли рассказывает Адаму и Самюэлю о том, что его родственники из Сан-Франциско — группа китайских философов — на протяжении двух лет изучала древнееврейский язык, благодаря чему они смогли узнать истинную мораль истории о Каине и Авеле. Их открытие заключалось в том, что еврейское слово «timshel» означает «ты можешь». Это фраза становится в романе важным символом, потому что это означает, что человечество имеет право выбора.
Кэти, между тем, становится проституткой в самом главном борделе города Салинас. Теперь она называет себя Кейт и претворяет в жизнь план, в ходе которого она намерена заручиться расположением владелицы борделя, затем убить её и стать наследницей её дела. После успешного осуществления плана она превращает бордель в логово сексуального садизма. Её не волнует то, что Адам Траск может когда-нибудь найти её, так же как её не заботят и её дети, которых она бросила. Сыновья Адама — Кейлеб и Аарон (отсыл к Каину и Авелю) растут, не помня своей матери. В юном возрасте Аарон знакомится с девочкой из состоятельной семьи по имени Абра, они влюбляются друг в друга. По городу гуляют слухи о том, что мать Кейлеба и Аарона на самом деле не умерла, что она по-прежнему находится в Салинасе, однако мальчики ещё не знают о том, что Кейт — их мать.
Умирает любимый всеми Самюэль Гамильтон. Адам переезжает в Салинас, и вдохновлённый изобретательской натурой Самюэля Гамильтона, теряет практически всё своё состояние из-за злополучного венчурного бизнеса. Его сыновья, в частности Аарон, шокированы тем, что их отец стал городским посмешищем. Мальчики заканчивают школу, после чего Кейлеб решает построить карьеру в фермерстве, а Аарон собирается в колледж для того, чтобы стать священником англиканской церкви. В одну из ночных прогулок по городу Кейлеб узнаёт о том, что их мать жива и является владелицей борделя.
Кейлеб пытается «купить любовь своего отца», занимаясь бизнесом совместно с Уиллом Гамильтоном, ставшим успешным автодилером. Кейлеб планирует вернуть состояние отца, спекулируя во время Первой мировой войны продажей фасоли. Успех этой операции превзошёл ожидания Кейлеба, и на День благодарения он хочет подарить Адаму 15 тысяч долларов.
К празднику из Стэнфорда возвращается Аарон. В воздухе царит напряжение, поскольку Аарон ещё не сказал своему отцу о том, что он намерен бросить колледж. Кейлеб, не желающий позволить Аарону завладеть вниманием, отдаёт Адаму деньги, надеясь, что отец будет гордиться им. Однако Адам отказывается их принять и говорить о том, чтобы Кейлеб вернул деньги бедным фермерам, которых он эксплуатировал.
Кейлеб, терзаемый ревностью, приводит Аарона к их матери, заранее зная, что это станет для него шоком. Аарон сразу же понимает, кем является их мать, и отскакивает от неё в отвращении. Ненависть к самой себе поглощает Кейт, она завещает своё имущество Аарону и кончает жизнь самоубийством.
Идеалистическое видение мира Аарона разбилось вдребезги, он добровольно поступает в армию для того, чтобы воевать на Первой мировой войне. Его убивают в сражении в последний год войны, а Адама, услышавшего эту новость от Ли, разбивает паралич. Кейлеб, завязавший отношения с Аброй после того, как Аарон уходит на войну, уговаривает её сбежать с ним. Однако она убеждает его вернуться домой.
Роман заканчивается тем, как Ли умоляет прикованного к постели Адама простить своего сына. Адам благословляет Кейлеба, произнося слово «timshel».

## Основные персонажи
Семья Трасков: Сайрус Траск, миссис Траск, Элис Траск, Адам Траск, Карл Траск, Кейлеб Траск, Аарон Траск.
Семья Гамильтонов: Самюэль Гамильтон, Лиза Гамильтон, Джордж Гамильтон, Уилл Гамильтон, Том Гамильтон, Джо Гамильтон, Лиззи Гамильтон, Уна Гамильтон, Десси Гамильтон, Оливия Гамильтон, Молли Гамильтон.
Другие персонажи: Кэти Эймс, Ли, Абра Бэйкон, мистер Эдвардс, Фей, Этель, Джо Валери.

## Критика
Критиками своего времени роман был принят холодно. Они сочли его жестоким и неубедительным, особенно в части использования библейской аллюзии. Тем не менее, роман в ноябре 1952 года, всего лишь через месяц после опубликования, стал бестселлером. В настоящее время роман считается одной из лучших работ Стейнбека.